# Italia's Next Top Model (prima edizione)
La prima edizione di Italia's Next Top Model è andata in onda dal 4 dicembre 2007 al 26 febbraio 2008 per dodici puntate sul canale SKY Vivo.
Il programma è stato condotto da Natasha Stefanenko, oltre a rivestire il ruolo di capo della giuria, affiancata da volti noti della moda come Michael Giannini, Giusi Ferré, Nadège du Bospertus e Ciro Zizzo.

## Concorrenti
(L'età si riferisce al tempo della messa in onda del programma)
| Concorrente         | Età | Altezza | Provenienza        | Posizione  |
| ------------------- | --- | ------- | ------------------ | ---------- |
| Annalisa Bianconi   | 20  | 179 cm  | Bologna            | 14.        |
| Agnese Mantovani    | 22  | 176 cm  | Jesolo             | 13.        |
| Sara Martini        | 19  | 178 cm  | Arezzo             | 12.        |
| Francesca Limiti    | 24  | 176 cm  | Roma               | 11.        |
| Elena Cisonni       | 19  | 179 cm  | Treviso            | 10.        |
| Alessandra Bettoja  | 19  | 179 cm  | Verona             | 9.         |
| Manuela Mazzoni     | 18  | 178 cm  | Prato              | 8.         |
| Fiorella Amedeo     | 19  | 176 cm  | Faenza             | 7.         |
| Francesca Benedetto | 20  | 181 cm  | Torino             | 6.         |
| Laura Ferraro       | 24  | 175 cm  | Bassano del Grappa | 5.         |
| Tiziana Piergianni  | 22  | 176 cm  | Milano             | 4.         |
| Lorena Stra         | 21  | 180 cm  | Alba               | 3.         |
| Elga Biasetti       | 24  | 177 cm  | Avezzano           | 2.         |
| Gilda Sansone       | 18  | 177 cm  | Scafati            | Vincitrice |

## Riassunto

### Ordine di chiamata
| Ordine | Puntata      | Puntata      | Puntata      | Puntata      | Puntata      | Puntata      | Puntata      | Puntata      | Puntata      | Puntata | Puntata | Puntata | Puntata | Puntata |
| Ordine | 1            | 2            | 3            | 4            | 5            | 6            | 7            | 8            | 9            | 10      | 11      | 12      | 12      |         |
| ------ | ------------ | ------------ | ------------ | ------------ | ------------ | ------------ | ------------ | ------------ | ------------ | ------- | ------- | ------- | ------- | ------- |
| 1      | Lorena       | Tiziana      | Alessandra   | Tiziana      | Fiorella     | Gilda        | Elga         | Tiziana      | Elga         | Lorena  | Gilda   | Gilda   | Gilda   |         |
| 2      | Manuela      | Alessandra   | Tiziana      | Lorena       | Lorena       | Fiorella     | Gilda        | Laura        | Gilda        | Elga    | Elga    | Elga    | Elga    |         |
| 3      | Gilda        | Francesca B. | Elga         | Alessandra   | Laura        | Tiziana      | Fiorella     | Elga         | Lorena       | Tiziana | Lorena  | Lorena  |         |         |
| 4      | Laura        | Laura        | Elena        | Manuela      | Gilda        | Elga         | Francesca B. | Gilda        | Laura        | Gilda   | Tiziana |         |         |         |
| 5      | Francesca B. | Gilda        | Francesca B. | Elga         | Manuela      | Francesca B. | Laura        | Lorena       | Tiziana      | Laura   |         |         |         |         |
| 6      | Elena        | Fiorella     | Francesca L. | Laura        | Francesca B. | Lorena       | Tiziana      | Francesca B. | Francesca B. |         |         |         |         |         |
| 7      | Sara         | Sara         | Gilda        | Francesca B. | Tiziana      | Manuela      | Lorena       | Fiorella     |              |         |         |         |         |         |
| 8      | Agnese       | Elga         | Laura        | Fiorella     | Alessandra   | Laura        | Manuela      |              |              |         |         |         |         |         |
| 9      | Tiziana      | Lorena       | Lorena       | Gilda        | Elga         | Alessandra   |              |              |              |         |         |         |         |         |
| 10     | Elga         | Francesca L. | Fiorella     | Elena        | Elena        |              |              |              |              |         |         |         |         |         |
| 11     | Fiorella     | Manuela      | Manuela      | Francesca L. |              |              |              |              |              |         |         |         |         |         |
| 12     | Alessandra   | Elena        | Sara         |              |              |              |              |              |              |         |         |         |         |         |
| 13     | Francesca L. | Agnese       |              |              |              |              |              |              |              |         |         |         |         |         |
| 14     | Annalisa     |              |              |              |              |              |              |              |              |         |         |         |         |         |

     La concorrente è stata eliminata
     La concorrente ha vinto la competizione

## Episodi
Puntata 1 
La sfida consiste in una sfilata con i propri abiti nella casa. Ad osservarle Natasha Stefanenko.
Le ultime due concorrenti: Annalisa e Francesca L
Eliminata: Annalisa
Puntata 2
La sfida consiste in un servizio fotografico in tema autodescrittivo. Le ragazze devono scegliere un aggettivo per descriversi.
Le ultime due: Agnese e Elena
eliminata: Agnese
Puntata 3
Le ragazze si sfidano in un servizio fotografico in tema Adamo ed Eva nel giardino dell'Eden. Ospite a sorpresa un serpente.
Le ultime due: Manuela e Sara
eliminata: Sara
Puntata 4
Le ragazze si sfidano nella maison Romeo Gigli. Ad osservarle Gentucca Bini prima stilista della maison.
Ultime due: Francesca L e Elena
eliminata: Francesca L
Puntata 5
Le ragazze si sfidano in una sfilata su di una scalinata di un palazzo dell'800 della provincia di Como.
Ultime due: Elga ed Elena
eliminata: Elena
Puntata 6
Le ragazze si sfidano in un servizio di nudo con la fotografa Malena Mazza.
Ultime due: Laura e Alessandra
Eliminata: Alessandra
Puntata 7
Gaetano Vaudo segue le ragazze nella creazione di uno spot pubblicitario.
Ultime due: Manuela e Lorena
Eliminata: Manuela
Puntata 8
Le ragazze in gara si sono sfidate in un servizio fotografico. La prova consisteva nell'esaltare la propria femminilità, ma mostrando anche il lato maschile della loro personalità.
Ultime due: Fiorella e Francesca B
Eliminata: Fiorella
Puntata 9
Le ragazze in gara si sono sfidate in una sfilata in abiti da sposa. La prova, consisteva nello sfilare con gli abiti da sposa disegnati dallo stilista Carlo Pignatelli. Ogni abito doveva rappresentare una differente tipologia di sposa.
Ultime due: Tiziana e Francesca B
Eliminata: Francesca B
Puntata 10
Le ragazze in gara si sono sfidate in un servizio fotografico con il fotografo Settimio Benedusi.
La prova consisteva nel mettere in mostra il contrasto tra la propria immagine in lingerie e la durezza della location. Durante il servizio fotografico, le ragazze dovevano accendere e tenere in mano un lanciafiamme.
Ultime due: Laura e Gilda
Eliminata: Laura
Puntata 11
Le 4 ragazze in gara si sono sfidate in un servizio fotografico.
La prova consisteva nel mostrare la propria immagine in costume da bagno, affrontando un clima difficile, in una location insolita sulle spiagge di Ibiza. 
Ultime due: Lorena e Tiziana
Eliminata: Tiziana
Puntata 12
3 semifinaliste affrontano 2 prove eliminazione. 
Nella prima prova le ragazze vengono immortalate in un servizio fotografico in cui il fotografo della trasmissione decide per ognuna di loro un tema che le rispecchi.
Eliminata: Lorena
Le due finaliste, Gilda ed Elga, devono affrontare l'ultima prova: una sfilata con gli abiti di Roberto Cavalli conclusasi con l'eliminazione di Elga.
Alla fine la vincitrice del reality show è risultata Gilda Sansone.